# Sandro Wolfinger
Sandro Wolfinger (* 24. August 1991 in Vaduz) ist ein liechtensteinischer Fussballspieler.

## Karriere

### Vereine
In seiner Jugend spielte Wolfinger für den USV Eschen-Mauren und danach für den FC Ruggell, aus dem er 2010 in den Kader der ersten Mannschaft aufgerückt war. Im Januar 2012 wechselte er nach Deutschland zum SV Untermenzing in die Münchner Kreisliga. Bereits nach zur Saison 2012/13 kehrte er in seine Heimat zum FC Ruggell zurück. In der Spielzeit 2013/14 war er für den Schweizer Viertligisten Chur 97 aktiv, bevor ihn der FC Balzers im Februar 2015 verpflichtete. Im Februar 2015 kehrte er nach Deutschland zurück, dieses Mal unterschrieb er einen Vertrag beim SV Heimstetten in der Regionalliga Bayern. Innerhalb von Bayern schloss er sich zu der Folgesaison dem Fünftligisten BCF Wolfratshausen an. Seit Anfang 2018 spielt er wieder für den USV Eschen-Mauren.

### Nationalmannschaft
In der nationalen Auswahl durchlief er sowohl die U17 als auch die U21. In letzter kam er unter anderem in der Qualifikation für die Europameisterschaft 2013 zum Einsatz. Seinen ersten Einsatz für die A-Mannschaft erhielt er schliesslich in einem Freundschaftsspiel am 19. November 2013 bei einer 0:3-Niederlage gegen die Nationalmannschaft Estlands.

## Sonstiges
Er ist der Bruder von Fabio Wolfinger und Marco Wolfinger sowie der Neffe von Stefan Wolfinger.